# El Burgo
El Burgo település Spanyolországban, Málaga tartományban. El Burgo Ronda, Cañete la Real, Ardales, Casarabonela, Yunquera és Serrato községekkel határos. Lakosainak száma 1758 fő (2024).

## Népesség
A település népessége az elmúlt években az alábbi módon változott:
| Lakosok száma | 2102 | 2069 | 2034 | 2004 | 1957 | 1922 | 1848 | 1800 | 1791 | 1758 |
|               | 2001 | 2004 | 2007 | 2009 | 2012 | 2014 | 2017 | 2019 | 2022 | 2024 |